# Ibis malgache
Threskiornis bernieri
Espèce
Statut de conservation UICN

 EN C1 : En danger
L’Ibis malgache (Threskiornis bernieri) est une espèce d’oiseaux de la famille des Threskiornithidae. Elle a été séparée de l’Ibis sacré (T. aethiopicus) dont elle est distinguée par ses yeux bleus. C'est un oiseau qu vit dans la partie Ouest et Sud-Ouest de l'île de Madagascar et sur Aldabra (Seychelles).
Noms vernaculaires : Vorombengy, Fitilimbengy, Voronosy, Rohia.

## Morphologie
Il ressemble beaucoup à l'ibis sacré africain Treskiornis aethiopicus. Son plumage est blanc, avec des plumes ornementales noires sur la tête et la queue. Le bout des ailes et le bas de sa queue sont noirs.
Le cou et la tête sont dénudés avec une peau fripée de couleur noire.Ses yeux sont de couleur bleus pâles et il a un long bec incurvé vers le bas ainsi que des longues pattes noires.L'Ibis malgache est un oiseau echassier de 70 à 80 cm de haut .

## Comportement
Cette espèce est moins grégaire, soit il vit en couple ou en solitaire. Sa femelle pond environ deux oeufs pendant la saison chaude et humide, elle le couve pendant 28 jours. En ce qui concerne l'alimentation, l'Ibis malgache se nourrit des invertébrés comme des vers, larves, insectes et crustacés et aussi des vertébrés comme les grenouilles et les reptiles.

## Habitats
Cet oiseau vit à Madagascar et sur Aldabra (Seychelles), il fréquente les zones humides en particulier les embouchures, lacs, et mangroves.

## Menaces
Selon l'IUCN, il est classifié dans les espèces en danger .En 2005, une association de protection des oiseaux aquatiques de la baie de Bombetoka s'est créé en vue de protéger l'Ibis malgache, en partenariat avec birdlife international, WWF, conservation internationale. Les principales  menaces sont la  chasse et les collectes des œufs et des oisillons dans leurs nids.

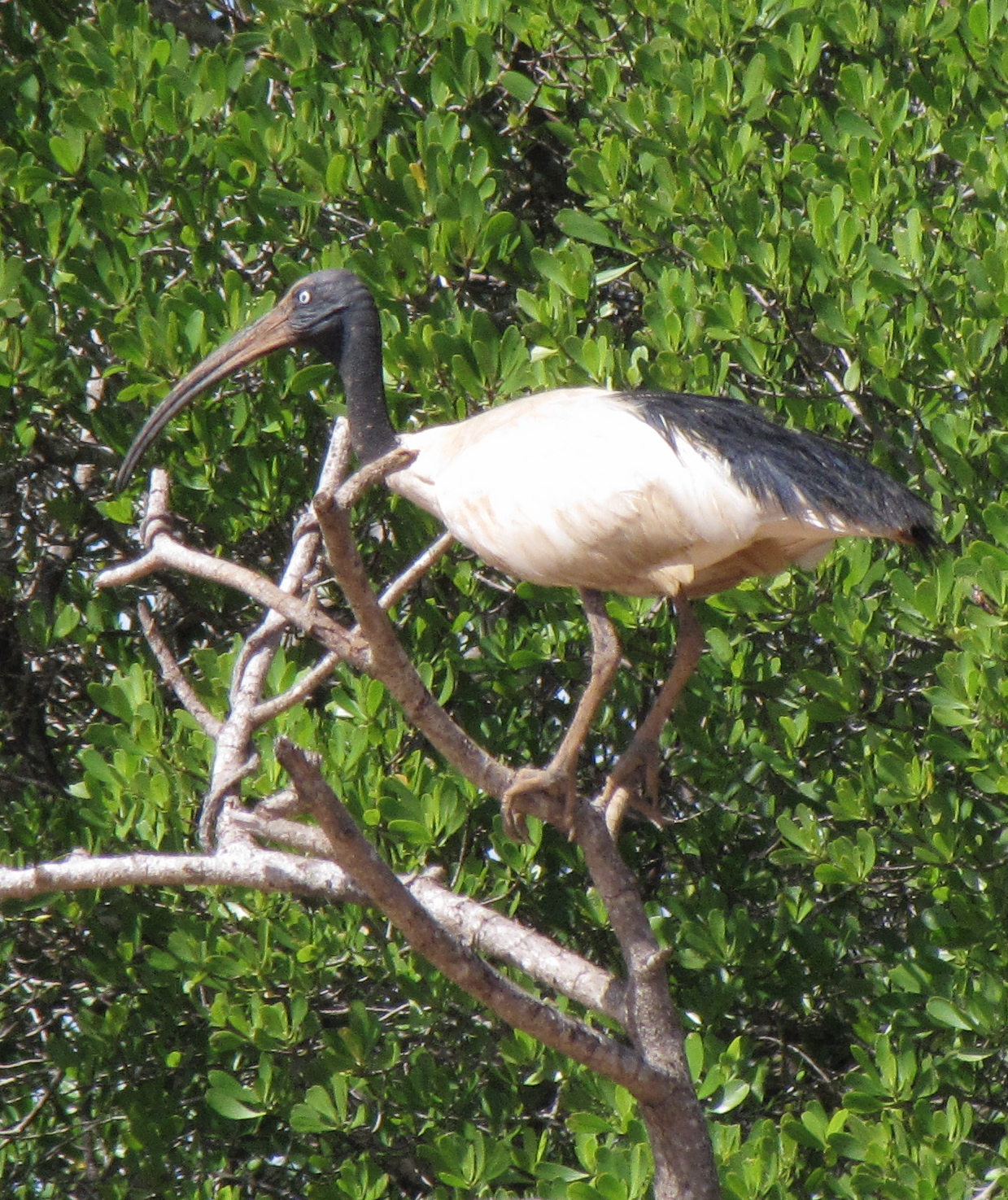
Threskiornis bernieri au complexe de Mahavavy Kinkony, Madagascar

## Sous-espèces
D'après la classification de référence (version 14.1, 2024) de l'Union internationale des ornithologues, l'Ibis malgache possède 2 sous-espèces (ordre philogénique) :
- Threskiornis bernieri bernieri (Bonaparte, 1855) ;
- Threskiornis bernieri abbotti (Ridgway, 1893).